# Rijksweg 50
Der Rijksweg 50 (Abkürzung: RW 50) – Kurzform: Autosnelweg 50 (Abkürzung: A50) / Autoweg 50 (Abkürzung: N50) – ist eine niederländische Autobahn. Die Autobahn beginnt in Eindhoven im Osten der Provinz Noord-Brabant und verläuft über Arnhem in der Provinz Gelderland und Apeldoorn nach Emmeloord im Norden der Provinz Flevoland.
Ursprünglich verlief der Rijksweg 50 vom Autobahnkreuz Hintham (A2), einem Stadtteil ’s-Hertogenboschs, bis zum Autobahnkreuz Joure (A7) in der niederländischen Provinz Friesland. Der Teil zwischen dem Autobahnkreuz Emmeloord und dem Autobahnkreuz Joure ist heute ein Abschnitt der A6, während das Stück zwischen dem Autobahnkreuz Hintham und dem Autobahnkreuz Paalgraven heute zur A59 gehört.

## N50 Oss – ’s-Hertogenbosch
Die N50 zwischen Oss und ’s-Hertogenbosch war ursprünglich ein Teil des Rijkswegs 50. Da die Trasse der A50 jedoch von Oss aus in Richtung Eindhoven angelegt wurde, bekam das Stück zwischen Oss und ’s-Hertogenbosch, nach Umbau und Erweiterung, den Namen A59.

## Autobahn A50 Eindhoven – Oss
Vor dem Bau der A50 wurde Eindhoven mit Oss durch die N265 verbunden, die durch die Ortszentren von Son, Veghel und Mariaheide verlief. Durch Fertigstellung des letzten Teilstücks der A50 zwischen Eindhoven und Oss wurde die Verbindung zwischen den beiden Städten verbessert sowie die Verkehrsbelästigung in den betroffenen Orten bedeutend reduziert.
2001 begannen die Arbeiten zur Fertigstellung des Teilstücks zwischen Eindhoven und Uden. Dieses Teilstück wurde 2004 dem Verkehr übergeben. Im Oktober 2005 war auch das Teilstück zwischen Uden und Oss fertiggestellt. Am 8. Juli 2006 waren die Bauarbeiten am Autobahnkreuz Paalgraven beendet. Dieses Autobahnkreuz verbindet die A50 mit der A59, wobei der Verkehr von und in Richtung ’s-Hertogenbosch die Autobahn jedoch kurz verlassen muss.
Der Anschluss der A50 an die Autobahnen rund um Eindhoven wurde bis März 2010 durch Straßenkreuzungen (plangleiche Knotenpunkte) und durch Ampeln ermöglicht. Im Zuge des Umbaus und der Erweiterung des Autobahnrings um Eindhoven (A58, A2, A67) von vier auf acht Fahrstreifen wurde der Knooppunt Ekkersweijer zu einem vollwertigen Autobahnkreuz mit Verbindungsrampen zu erweitert. Mit Abschluss der Arbeiten im Frühjahr 2010 ist auch der südliche Teil der A50 vollständig an das Autobahnnetz angeschlossen.
Das Teilstück zwischen Eindhoven und Oss ist 35 km lang, wobei die Deckschicht aus einem durchgehenden Stück Beton ausgeführt ist. Diese Art Deckschicht wurde hier zum ersten Mal in größerem Stil in den Niederlanden verwendet.
Um die Belästigung durch Verkehrslärm der in unmittelbarer Nähe zur A50 Wohnenden so gering wie möglich zu halten, wurde als oberste Lage offenporiger Asphalt verwendet.

## Autobahn A50 Oss – Hattemerbroek
Zwischen dem Autobahnkreuz Grijsoord und dem Autobahnkreuz Waterberg teilen sich die A50 und die A12 eine Trasse. Aus diesem Grunde ist dieses Teilstück sechsspurig ausgebaut worden.

## Autoweg N50 Hattemerbroek – Emmeloord
Ab dem Autobahnkreuz Hattemerbroek bis zum Autobahnkreuz Emmeloord ist der Rijksweg 50 nicht als Autobahn, sondern als Autoweg (Kraftfahrstraße) angelegt. Das Teilstück von Hattemmerbroek nach Kampen-Zuid wurde um einen dritten Fahrstreifen erweitert (2+1 Ausbau) und 2006 dem Verkehr übergeben. Schon 2003 wurde für das Teilstück zwischen Kampen und Ens eine neue Trasse unter Benutzung der Eilandbrug westlich von Kampen angelegt. Auf Grund der steigenden Zahl tödlicher Verkehrsunfälle ist jedoch inzwischen geplant, diese Strecke zur Autobahn auszubauen.

## Grünbrücken
Über die A50 spannen sich fünf Grünbrücken. Zwei befinden sich zwischen Arnheim und Apeldoorn (Woeste Hoeve und Terlet), eine bei Renkum (Wolfhezerheide), eine bei Oss (Herperduin) sowie eine weitere auf dem Teilstück zwischen Oss und Son en Breugel (Slabroek).

## Bilder

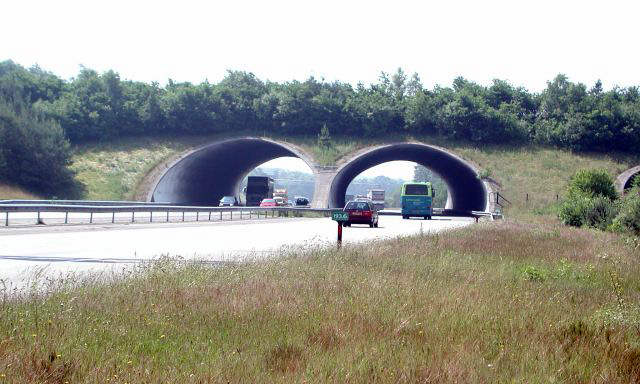
Grünbrücke Woeste Hoeve (2006)
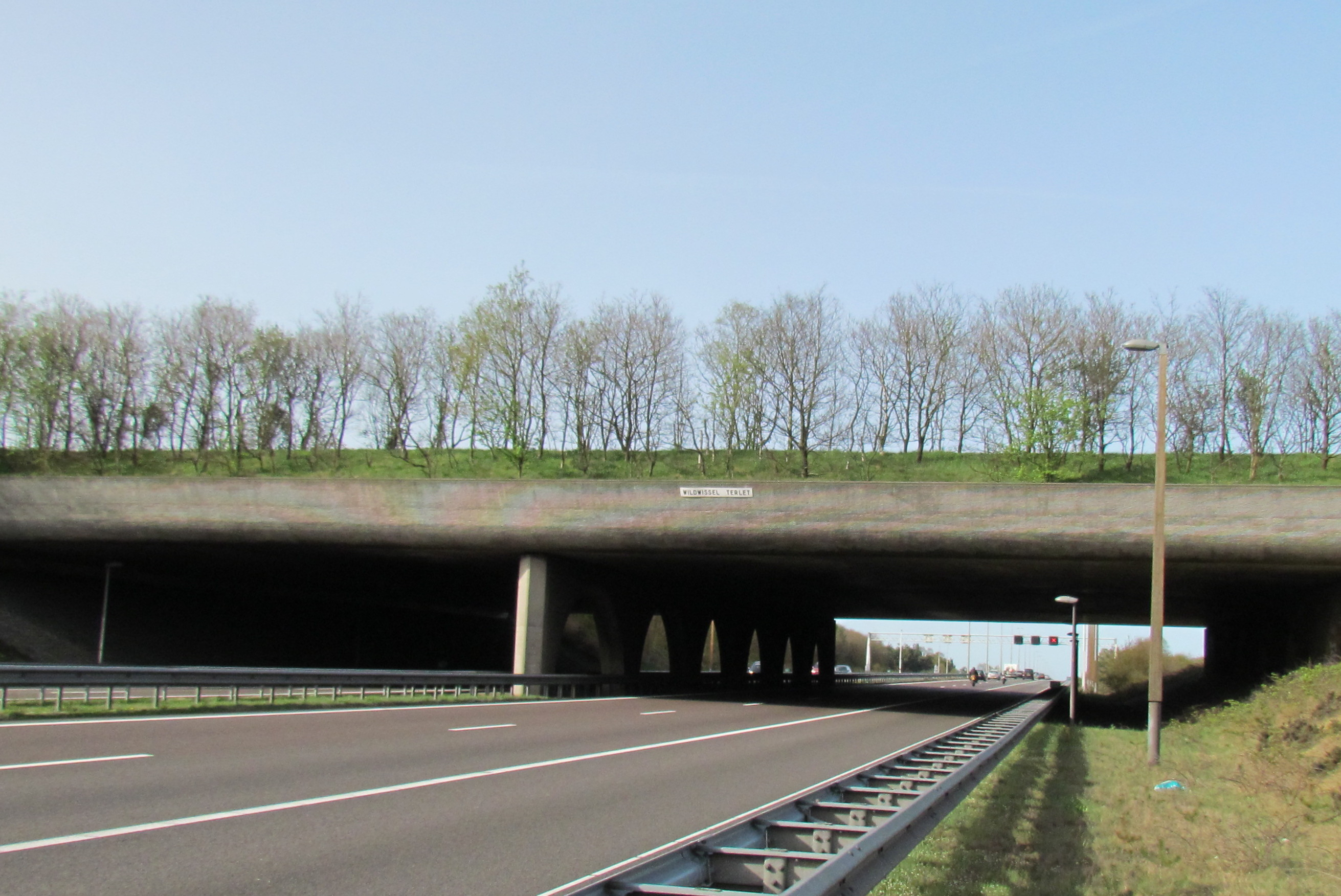
Grünbrücke Terlet (2011)
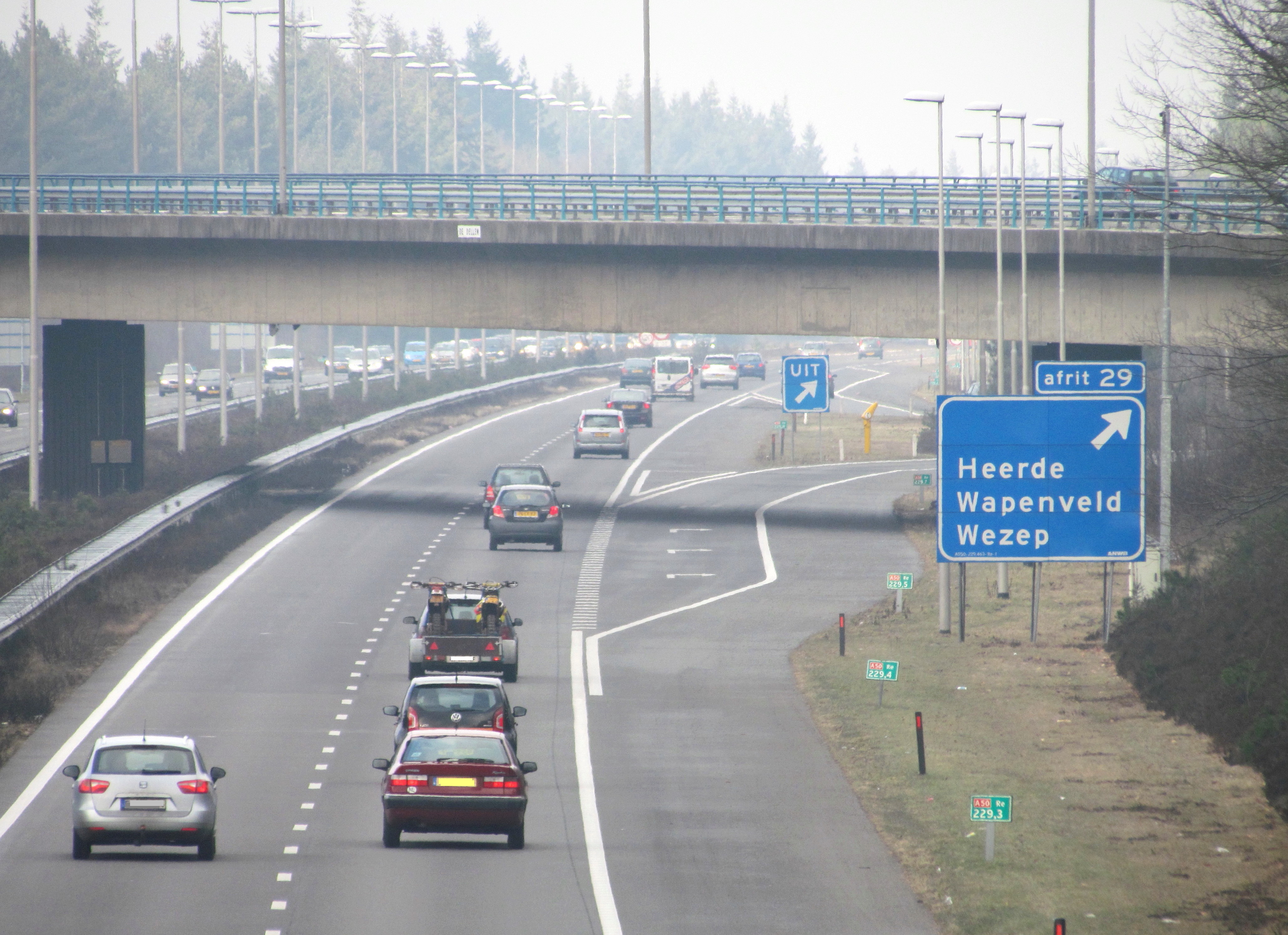
Abfahrt 29 bei Heerde (2015)
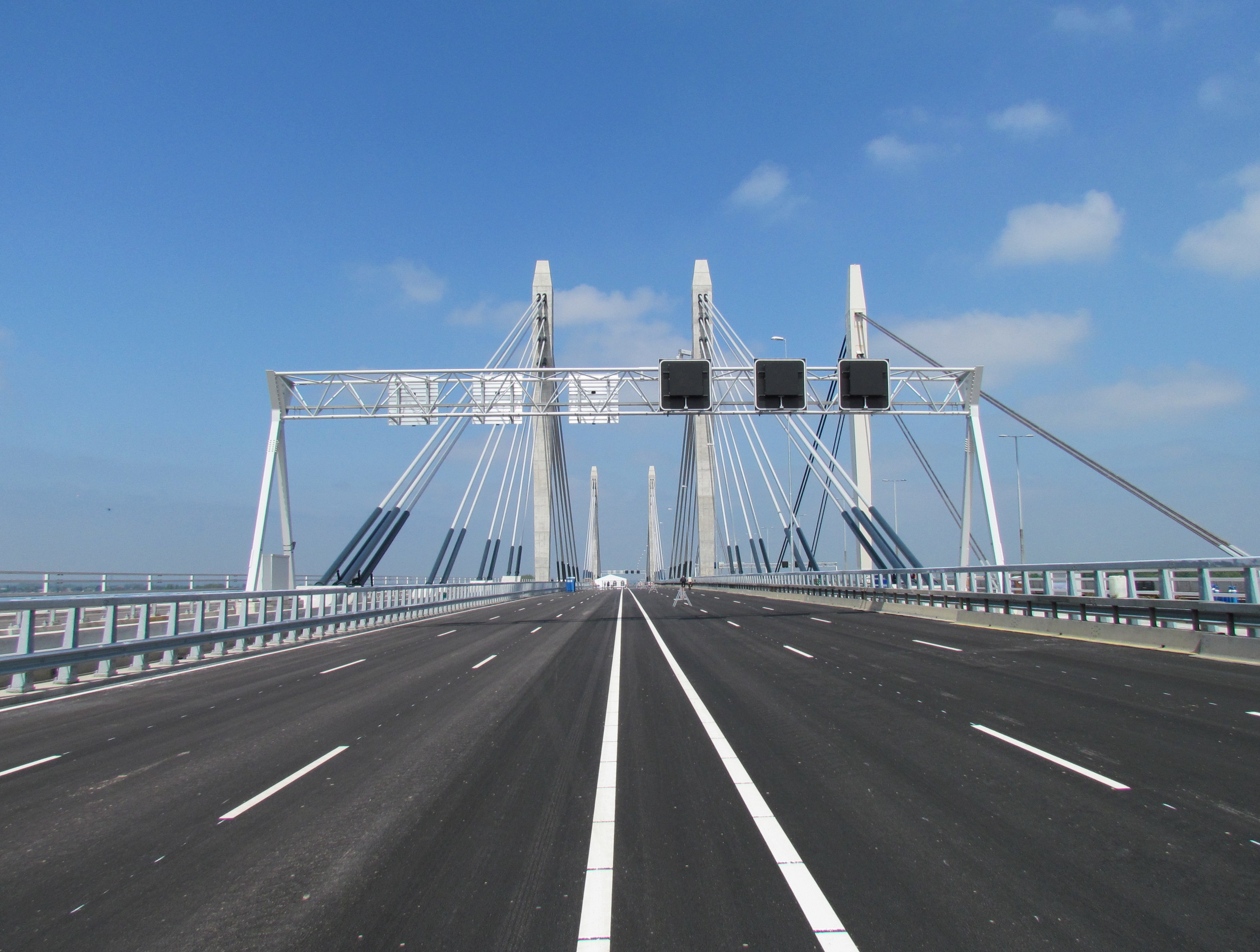
Neue Tacitusbrücke (2013)